# Caudicornia
Caudicornia là một chi bướm đêm thuộc họ Sesiidae.

## Các loài
- Caudicornia aurantia (Hampson, 1919)
- Caudicornia flavicincta (Hampson, 1919)
- Caudicornia flava (Xu & Liu, 1992)
- Caudicornia tonkinensis Kallies & Arita, 2001
- Caudicornia xanthopimpla Bryk, 1947